# Чилекеш
„Чилекеш“ (на турски: Çilekeş – „Страдалец“) е рок / метъл група, основана в Истанбул, Турция през 2002 година.

## Състав
- Гьоркем Карабудак – вокал, китара
- Али Гючлу Шимшек – вокал, китара
- Джумур Авджил – барабани
- Гьокхан Шахинка – бас гитара

## Дискография
- 2005 – Y.O.K. (Onair Müzik)
- 2008 – Katil Dans (P.i. Müzik)
- 2010 – Histeri Çalışmaları (Lin Records)